# Plástico oxibiodegradável
Plástico oxibiodegradável ou Plástico oxodegradável é um tipo de material plástico que se fragmenta através do processo de oxidação, que pode ser seguido pela biodegradação. Ele contém um aditivo, que o diferencia do plástico comum, que faz sua degradação ocorrer aproximadamente em 18 meses, desde que exposta a estresse de manuseio, incidência solar de raios ultravioleta, calor e umidade. Além disso, plásticos oxibiodegradáveis não podem ser considerados compostáveis, visto que a produção de microplásticos ocasionada pelo material tornaria o resultado da compostagem, o qual deve, necessariamente, cumprir alguns requisitos já estabelecidos, inviável para a posterior utilização. Outra alternativa que se torna inviável para os plásticos oxibiodegradáveis é a deposição deles em aterros sanitários, já que, para que ocorra a decomposição do material é necessária a presença de oxigênio, o qual, nos camadas inferiores, não é abundante e, consequentemente, impossibilita o processo. Um dos maiores debates em relação à utilização do material em si se dá em torno da falta de estudos extensos que comprovem de maneira satisfatória as hipóteses. Dentre as hipóteses ainda em teste, pode-se citar o efeito do uso do plásticos oxibiodegradáveis em relação ao hábito de descarte correto do material por parte da população, qual a diferença de danos ao meio ambiente marinho entre plásticos convencionais e plásticos oxibiodegradáveis e o impacto da degradação do material no solo.

## Mecanismo de degradação
A oxibiodegradação do plástico ocorre em duas etapas. Primeiro o plástico é fragmentado pela reação com o oxigênio. Em seguida, esses fragmentos são umedecidos por água e as moléculas oxidadas podem ser biodegradadas, onde microrganismos, como bactérias e fungos, decompõem as cadeias moleculares em dióxido de carbono, água e biomassa.

## Impactos ambientais
Após a fragmentação, as partículas dos plásticos oxibiodegradáveis podem não ser totalmente degradadas no ambiente natural. As partículas plásticas são invisíveis a olho nu e, portanto, não podem ser recuperadas e tratadas. Esses plásticos geram uma grande variedade de resíduos e contaminantes que podem se depositar nos oceanos. Uma vez no ecossistema marinho, existem hipóteses, ainda não comprovadas, de que os resíduos adentram na cadeia alimentar marinha e, finalmente, retornam ao ser humano. De acordo com estudos, existem bactérias capazes de realizar a degradação do material, mas tal ação depende de um processo de fragmentação considerável para que ela ocorra, de forma que inviabiliza a afirmação de que o material em um meio aquático se degrada de maneira satisfatória e em um tempo razoável.   
A Greenpeace sustenta que esse tipo de plástico, ao permanecer na forma de fragmentos microscópicos no ecossistema, libera metais pesados e outros poluentes, não sendo por isso uma solução benéfica para o meio ambiente.
Em 2017, mais de 150 organizações no mundo apoiaram uma declaração da Fundação Ellen MacArthur propondo proibir embalagens feitas de plásticos oxibiodegradáveis em todo o mundo.